# Chesterfield (Nueva York)
Chesterfield es un pueblo ubicado en el condado de Essex en el estado estadounidense de Nueva York. En el año 2000 tenía una población de 2.409 habitantes y una densidad poblacional de 11.8 personas por km².

## Geografía
Chesterfield se encuentra ubicado en las coordenadas 44°28′13″N 73°28′40″O / 44.47028, -73.47778.

## Demografía
Según la Oficina del Censo en 2000 los ingresos medios por hogar en la localidad eran de $39,875, y los ingresos medios por familia eran $43,015. Los hombres tenían unos ingresos medios de $36,417 frente a los $25,156 para las mujeres. La renta per cápita para la localidad era de $18,421. Alrededor del 12.8% de la población estaban por debajo del umbral de pobreza.